# Innovazione sociale
L'innovazione sociale è un processo di cambiamento basato su strategie e idee che portano a soddisfare lo sviluppo economico e sociale di una determinata comunità di riferimento. 
In sociologia si misura il grado di flessibilità di una comunità, anche dal modo in cui essa accoglie la creatività di coloro che avanzano questo tipo di progetti. 

## Tipologia
Gli ambiti di azione prediletti da questi processi sono istruzione e formazione, diminuzione dell'inquinamento, riuso ed economia circolare, sharing economy e social housing, miglioramento delle condizioni di lavoro, valorizzazione culturale, creativa e artistica delle competenze, delle identità e dei territori.
Considerato l'importante ruolo che l'innovazione sociale svolge e può svolgere nel benessere anche in complementarità ai servizi sociali pubblici, le istituzioni riconoscono importanti sgravi e semplificazioni in virtù del loro contributo alla soluzione di problemi sociali e ambientali. 

## Progetti ed incentivi
Il progetto Horizon 2020 cita l'innovazione sociale come prima politica da adottare nell'ambito dell'innovazione in campo industriale e ne riconosce un ruolo importante nei processi di cambiamento europei incentivando la nascita e lo sviluppo di queste pratiche.
In Italia, è stata introdotta nel 2012 una particolare categoria di start-up innovativa, la start-up innovativa a vocazione sociale, dedicata a definire una serie di vantaggi fiscali per tutte le start-up che lavorano in ambito sociale.